# Amphoe Wiang Haeng

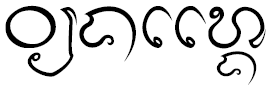
„Wiang Haeng“ in Lan-Na-Schrift

Amphoe Wiang Haeng (thailändisch อำเภอ เวียงแหง) ist ein Landkreis (Amphoe – Verwaltungs-Distrikt) im Norden der Provinz Chiang Mai. Die Provinz Chiang Mai liegt in der Nordregion von Thailand.

## Geographie
Benachbarte Landkreise (von Nordosten im Uhrzeigersinn): die Amphoe Chiang Dao der Provinz Chiang Mai und Pai der Provinz Mae Hong Son, sowie der Shan-Staat in Myanmar.

## Geschichte
Wiang Haeng wurde am 5. Mai 1981 als „Zweigkreis“ (King Amphoe) gegründet.
Am 4. November 1993 erhielt Wiang Haeng den vollen Amphoe-Status.

## Verwaltung

### Provinzverwaltung
Der Landkreis Wiang Haeng ist in drei Tambon („Unterbezirke“ oder „Gemeinden“) eingeteilt, die sich weiter in 23 Muban („Dörfer“) unterteilen.
| Nr. | Name         | Thai     | Muban | Einw.  |
| --- | ------------ | -------- | ----- | ------ |
| 01. | Mueang Haeng | เมืองแหง  | 12    | 08.787 |
| 02. | Piang Luang  | เปียงหลวง | 06    | 14.924 |
| 03. | Saen Hai     | แสนไห    | 05    | 03.572 |

### Lokalverwaltung
Es gibt eine Kommune mit „Kleinstadt“-Status (Thesaban Tambon) im Landkreis:
- Saen Hai (Thai: เทศบาลตำบลแสนไห) bestehend aus dem kompletten Tambon Saen Hai.

Außerdem gibt es zwei „Tambon-Verwaltungsorganisationen“ (องค์การบริหารส่วนตำบล – Tambon Administrative Organizations, TAO)
- Mueang Haeng (Thai: องค์การบริหารส่วนตำบลเมืองแหง) bestehend aus dem kompletten Tambon Mueang Haeng.
- Piang Luang (Thai: องค์การบริหารส่วนตำบลเปียงหลวง) bestehend aus dem kompletten Tambon Piang Luang.